# 全国平家会

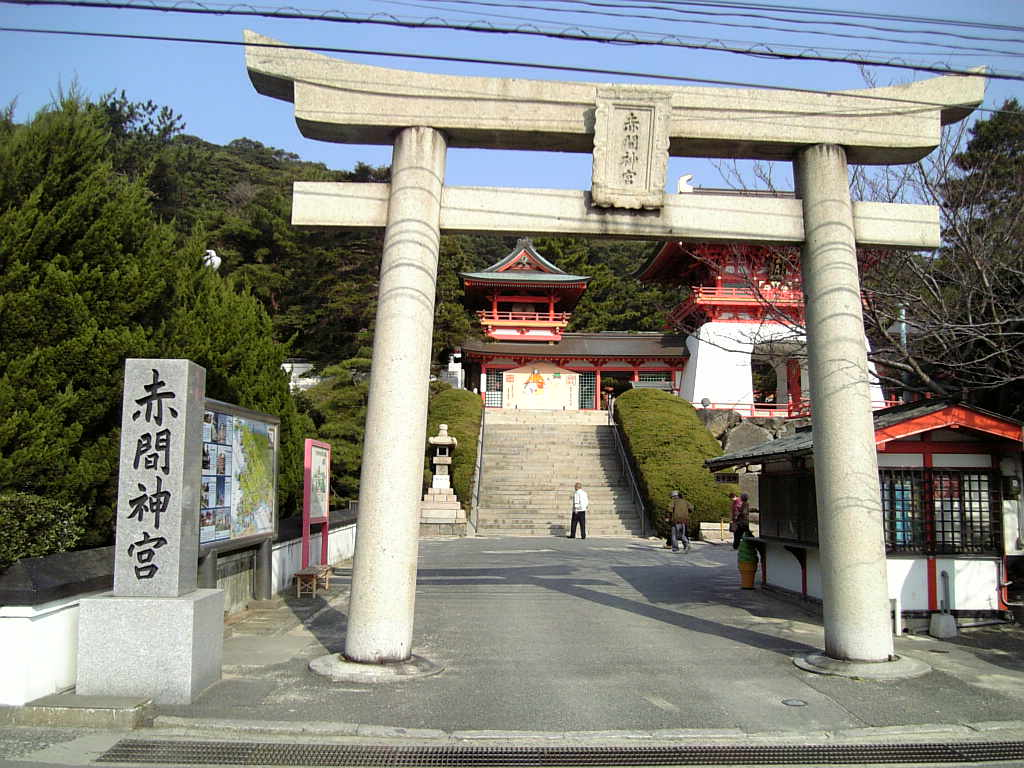
全国平家会事務総局がある赤間神宮（2006年3月撮影。）

平氏の表紋・揚羽蝶。

全国平家会（ぜんこくへいけかい）は、平家の子孫、および、平家にゆかりのある個人または団体を中心に組織される日本の任意団体である。
1975年（昭和50年）に設立。平家の歴史や事跡、および、平家の伝統文化の保持・顕彰・交流などを目的とする。
山口県下関市の赤間神宮社務所を事務総局として活動。同神宮は平家ゆかりの地・壇ノ浦の近隣に位置する。

## 活動内容
- 平家一門に関連する伝統文化の保持と継承。
- 会員・支部間の交流。
- 研修・親睦等の会合の開催。
- 赤間神宮先帝祭への参列[脚注 2]。
- 平家の里など有縁の地域振興への協力。
- 各地で開かれる平家まつり等の催しへの協力。
- 各種メディア等への資料提供・企画協力。
- 会報の発行。
- 書籍の出版。
- その他、関連する事業。

## 事務総局
- 所在地 - 山口県下関市阿弥陀寺町4-1 赤間神宮社務所
- 最寄り駅 - 西日本旅客鉄道（JR西日本）山陽本線下関駅

## 支部
- 栃木県湯西川支部
- 奈良県野迫川支部
- 福岡県支部揚羽会
- 長崎県宇久島支部
- 宮崎県椎葉村支部
- 愛媛県保内支部
- 高知県越知支部
- 埼玉県支部
- 石川県能登支部
- 原典平家物語を聴く会支部

## 『平家伝承地総覧』
『平家伝承地総覧』は、安徳天皇820年遠忌・会設立30年を記念して2005年、同会により編集・出版された書籍。タイトル通り、日本各地の平家伝承地を総覧する。判型はA5判、200頁。
主な内容は次の通り。
- 各地に伝わる安徳天皇潜幸説[脚注 3]
- 全国平家伝承地一覧
- 平家祭りをする伝承地
- 平家略系図
- 平家関連年表
- 源平合戦年表